# Драмолет по Ћирибилију
„Драмолет по Ћирибилију“ је југословенски филм из 1972. године. Режирао га је Едуард Галић, а сценарио је писао Милан Гргић.

## Улоге
| Глумац           | Улога |
| ---------------- | ----- |
| Хелена Буљан     |       |
| Звонко Лепетић   |       |
| Јосип Мароти     |       |
| Иво Сердар       |       |
| Круно Валентић   |       |
| Крешимир Зидарић |       |